# Web resource
Концепцията на един уеб ресурс е примитивна в уеб архитектурата, и е използвана при определянето на неговите основни елементи. Терминът за първи път е въведен, за да се съобрази с целите на унифицирания локатор на ресурси, но неговото определение е било допълнително разширен, за да включва референта на всеки универсален идентификатор на ресурси (RFC 3986), или интернационализираният ресурсен идентификатор (RFC 3987). В Семантичния уеб, абстрактните ресурси и техните семантични свойства са описани с помощта на семейството на езици, базирани на Resource Description Framework (RDF).

## История
Концепцията на уеб ресурсите се е развила по време на уеб историята, от ранното понятие за статични адресируеми документи или файлове, до по-обща и абстрактна дефиниция, сега обхващаща всяко „нещо“ или лице, което може да бъде идентифицирано, име, адресирана или обработени, по всякакъв начин, в интернет като цяло, или в която и да е мрежова информационна система. Декларативните аспекти на ресурс (идентифициране и именуване) и неговите функционални аспекти (адресиране и техническо обслужване) не били ясно различими в началото на спецификациите на мрежата, както и самото определение на понятието е било предмет на дълго и все още открит дебат включващо трудни, а често и разбрани от малко, технически, социални, езикови и философски въпроси.

### От документи и файлове до уеб ресурси
В началото на спецификациите на мрежата (1990 – 1994), терминът ресурс е едва използван като цяло. Мрежата е проектирана като мрежа от повече или по-малко статични адресируеми обекти, общо взето файлове и документи, свързани използвайки унифициран локатор на ресурси. Уеб ресурс _ имплицитно дефиниран като нещо, което може да бъде идентифицирано. Идентифицирането зависи от два различни аспекта: именуване и адресиране; последното зависи само от протокола. Прави впечатление, че RFC 1630 не се опитва да определи като цяло идеята за ресурс; всъщност то използва термина до неговата поява в URI, URL и URN, и все още се говори за „Обекти на мрежата“.
[rfc:1738 В RFC 1738] (декември 1994 г.) допълнителни URL адреси, терминът 'Универсална' е на 'униформа'. Документът прави по-систематично използване на ресурс за линкове към обекти, които са налични или може да бъдат разположени и са достъпни чрез интернет. Отново, термин ресурс самият изрично не е определено.

### От уеб ресурси до абстрактни средства
Първото ясно определяне на ресурса се намира в RFC 2396, през август 1998 г.:
| „ | Ресурсът може да бъде всичко, което има идентичност. Познати примери са електронен документ, изображение, услуга (например, „днешната прогноза за времето за Лос Анджелис“), както и колекция от други източници. Не всички ресурси са мрежово „възвръщащи“; например, човешките същества, корпорации и подвързани книги в библиотека могат да се разглеждат като ресурси. Ресурсът е идейното картографиране на лице, или набор от лица, не е задължително лицето, което отговаря на това картографиране във всеки конкретен случай във времето. По този начин, един ресурс може да остане постоянно, дори когато съдържанието му --- субектите, на които то съответства --- промени с течение на времето, при условие, че идейното картографиране не се променя в процеса. | “ |

Въпреки че примерите в този документ са все още ограничени до физически лица, определението отвори вратата към по-абстрактни ресурси. Осигуряване на концепция се дава за самоличност, и тази идентичност се изразява с добре оформени URI (единен ресурсен идентификатор, надмножество на URL адреси), след това една концепция може да бъде ресурс също.
През януари 2005 г., RFC 3986 прави това разширяване на определението напълно ясен: „... абстрактни понятия могат да бъдат ресурси, като например операторите и операнди на математическо уравнение, видовете отношения (например „родител“ „или „служител“) или числови стойности (например, нула, едно, и безкрайност).“

## Ресурси в RDF и семантичната мрежа
За първи път излиза през 1999 г., RDF първо предназначени за описание на ресурси, с други думи да посочват метаданните ресурси по стандартния начин. RDF описание на ресурс представлява набор от тройки (субект, предикат, обект), където предмет представлява ресурсът да бъде описан, а предикат вида на собственост, които имат отношение към този ресурс и обект може да бъде данни или друг ресурс. Предикат сам се разглежда като ресурс и се идентифицира чрез URL. Следователно, такива свойства, като „заглавие“, „Автор“, представени във формат RDF като ресурси, които могат да бъдат използвани в рекурсивен начин, като субект на други тройки.
Позовавайки се на този рекурсивен принцип, RDF речници, като RDFS, OWL, и SKOS ще натрупат определения на абстрактни средства, като класове, свойства, понятия, всички определени с помощта на URI.
RDF също така показва определяне на анонимни ресурси или празни възли, което съвсем не е идентифициран с помощта на URI.